# Нарышкин, Кирилл Алексеевич
Кирилл Алексеевич Нарышкин (1670? — 1723) — ближний кравчий, первый комендант Санкт-Петербурга (1710—1716), московский губернатор (1716—1719).

## Жизнь
Представитель родственного Петру I рода Нарышкиных, сын комнатного стольника Алексея Фомича. Владелец усадьбы Свиблово, где выстроил Троицкую церковь. Прадед генерала Кирилла Михайловича Нарышкина и декабриста Михаила Михайловича Нарышкина.
В 1686 году был комнатным стольником царя Петра Алексеевича, а в 1691 и 1692 годах был кравчим. 19 октября 1690 года ему было пожаловано в вотчину село Покровское-Тешилово Московского уезда. В 1695 и 1696 годах участвовал в Азовском походе и был генерал-провиантмейстером при флоте. С 5 ноября 1697 года по 12 марта 1699 года он, в звании ближнего кравчего, был воеводой во Пскове.
В 1702 году укреплял больверк в только что взятой крепости Нотебург, переименованной в Шлиссельбург. В 1703 году, при возведении Петропавловской крепости в Санкт-Петербурге, надзирал за работами на южном бастионе, получившим имя своего строителя — Нарышкинский. С 1704 года по 1710 год — был псковским и дерптским обер-комендантом.
Приказания Петра I Нарышкину касались, главным образом, приготовления и присылки судов и лодок в Нарву, Юрьев и Гдов; отправки в Петербург полков и подвод; составления чертежей; устройства засек и оборонительных линий. Назначенный в 1710 году первым петербургским комендантом, он оставался в этой должности до 1716 года; в январе этого года Нарышкин был назначен губернатором в Москву.
Вскоре у него возникли пререкания с Сенатом, и дело дошло до того, что по приказу Сената у Нарышкина были отписаны дворы и деревни; однако, он по прежнему оставался у власти; между прочим, в 1718 году он состоял в числе судей над царевичем Алексеем Петровичем, причём в числе других лиц подписал ему смертный приговор. 11 мая 1719 года Нарышкин был уволен с поста губернатора Москвы. Возвратившись в Петербург, фактически оказался не у дел.
В 1721 году у Нарышкина возник громкий земельный процесс за усадьбу Свиблово с родственниками — Плещеевыми, который он, потратив большие деньги, проиграл. После решения суда в Свиблове царило полное запустение, вся богатая обстановка и украшения были вывезены Нарышкиным, а завести новые Плещееву не хватало ни средств, ни умения. Нарышкин умер в 1723 году.
В 1708 году получил имения тёщи: сельцо Стрелково Московского уезда; сельцо Старково Дмитровского уезда; сельцо Буйце Суздальского уезда; пустошь Бесково Рязанского уезда и деревни Раковская и Беляева Каширского уезда. Ранее в приданое своей дочери Наталье Яков Мышецкий дал село Константиново.

## Семья
Был дважды женат и имел 9 детей:

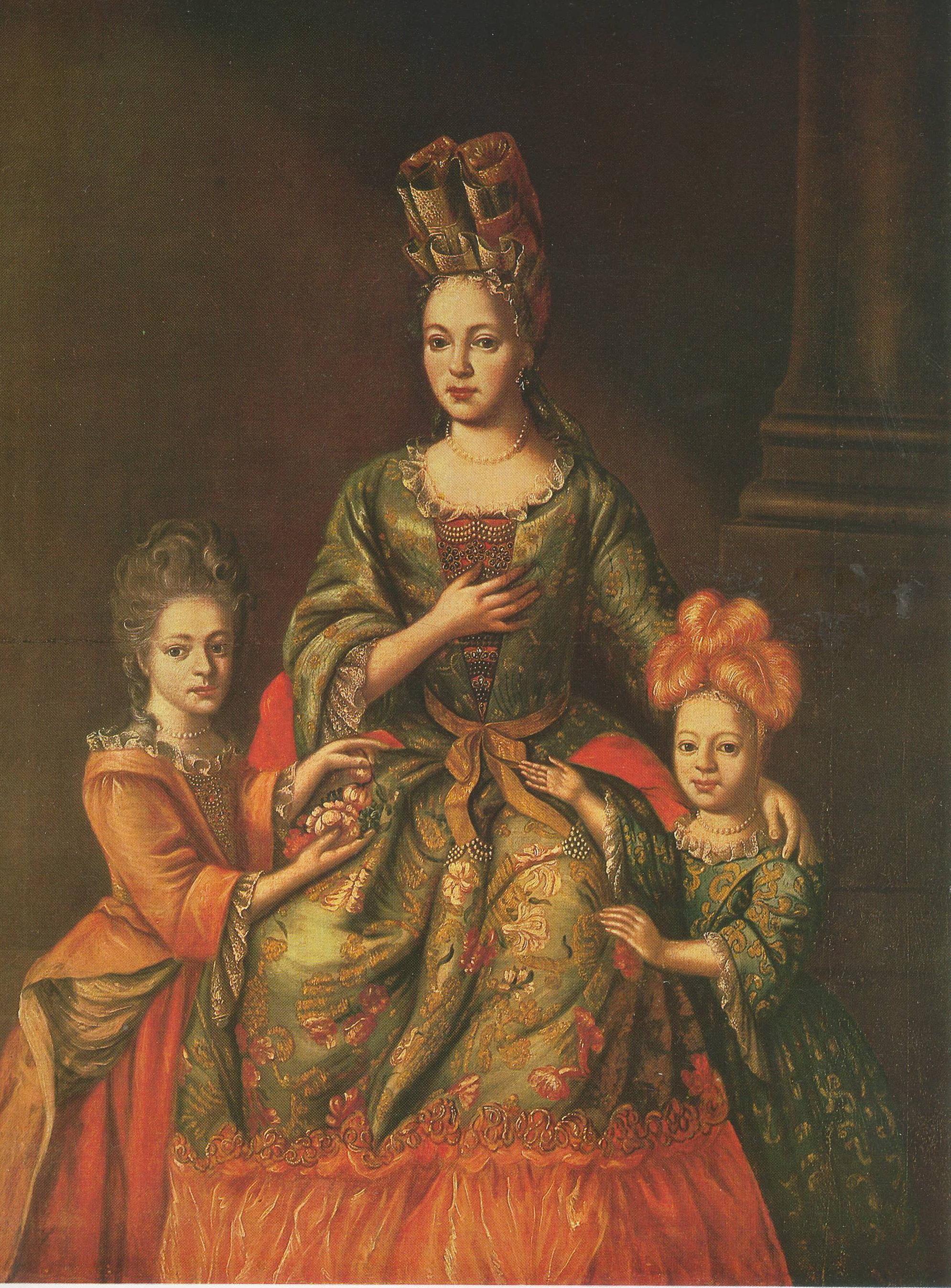
Анастасия Яковлевна Нарышкина с дочерьми Александрой и Татьяной.

1. жена Феодора Степановна (ум. 12.11.1695), неизвестного происхождения, умерла в Москве.
2. жена княжна Анастасия Яковлевна Мышецкая (1680—после 1722)
  - Александра Кирилловна (ум. в детстве)
  - Татьяна Кирилловна (1704—1757), с 1722 года была второй женой генерал-адмирала М. М. Голицына.
  - Евдокия Кирилловна (1707—1779), девица.
  - Дарья Кирилловна (1709—1730), с 1727 года за флота капитаном Иваном Львовичем Нарышкиным (1700—1734), их дочь фрейлина и статс-дама Екатерина Разумовская (1729—1771).
  - Семён Кириллович (1710—1775), посланник в Англии, гофмаршал.
  - Пётр Кириллович (1713—1770), камергер, женат на Евдокии Михайловне Готовцевой; среди внуков — декабрист М. М. Нарышкин, камергер К. П. Нарышкин, сенатор П. П. Нарышкин.
  - Иван Кириллович
  - Софья Кирилловна (1708, Псков — 07.05.1737), с 1732 года замужем за бароном С. Г. Строгановым, их сын граф А. С. Строганов. Похоронена в Никольской церкви в Котельниках.
  - Наталья Кирилловна (1716—1770), девица.